# Concours Eurovision de la chanson 1970
- Pays participants
- Pays ayant participé dans le passé

Madrid 1969 Dublin 1971
Le Concours Eurovision de la chanson 1970 fut la quinzième édition du concours. Il se déroula le samedi 21 mars 1970, à Amsterdam, aux Pays-Bas. Il fut remporté par l'Irlande, avec la chanson All Kinds of Everything, interprétée par Dana. Le Royaume-Uni termina deuxième et l'Allemagne, troisième.

## Organisation
À la suite de l'ex æquo de l'édition 1969, les quatre pays gagnants présentèrent leur candidature pour organiser le concours. Il fut alors procédé à un tirage au sort et ce furent les Pays-Bas qui se retrouvèrent responsables de l'édition 1970.
Afin d'éviter tout nouvel ex æquo, l'UER adapta le règlement du concours. Désormais, si deux ou plusieurs chansons obtenaient le même nombre de votes, elles seraient chantées à nouveau. Les jurys des autres pays devraient alors revoter et choisir laquelle leur semblait la meilleure. En cas de nouvel ex æquo, les chansons concernées seraient toutes déclarées gagnantes.

## Pays participants
Douze pays participèrent au quinzième concours.
L'Autriche, la Finlande, la Norvège, le Portugal et la Suède décidèrent de s'abstenir, mécontents du résultat de l'édition 1969 et du système de vote en usage.
Le Portugal se retira tardivement. Le pays avait alors déjà choisi sa chanson et son représentant : Onde vais rio que eu canto, interprétée par Sergio Borges.

## Format

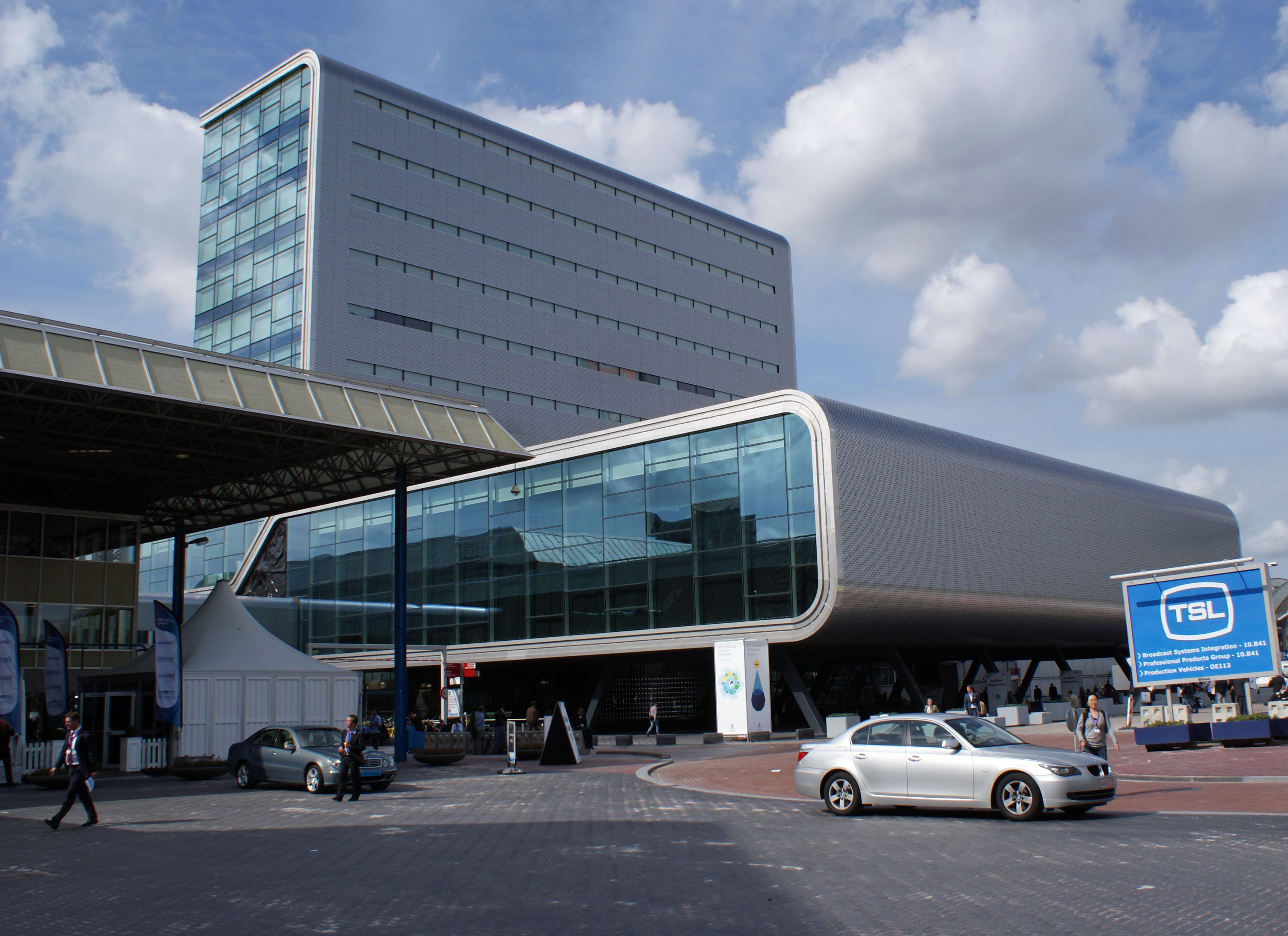
Le RAI Congrescentrum, à Amsterdam.

Le concours eut lieu au RAI Congrescentrum d'Amsterdam, un centre de conférence inauguré en 1961.
Les responsables de la télévision publique néerlandaise durent adapter le déroulement du concours au retrait de quatre pays et à la participation de seulement douze autres. Ce faisant, ils modernisèrent les standards de l’Eurovision et créèrent un nouveau format, toujours appliqué à l'heure actuelle : le concours s’ouvre sur une séquence vidéo, présentant le pays organisateur, la ville hôte du concours et le bâtiment où il déroule. S’ensuit un mot d'introduction des présentateurs, afin de souhaiter la bienvenue aux téléspectateurs. Enfin, des cartes postales introduisent chaque chanson.
Justement, l'innovation principale de cette édition 1970 fut l'introduction des cartes postales. Il s'agit de courts-métrages, présentant au public les artistes et projetés avant chaque prestation.
Le décor avait été conçu par Roland de Groot. D’inspiration moderniste, il se composait de cinq barres horizontales incurvées et de sept sphères suspendues, ainsi que d’une passerelle métallique par laquelle les artistes faisaient leur entrée. Pour chaque prestation, les barres et les sphères étaient disposées de manière différente. En outre, des spots permettaient de donner des couleurs spécifiques à l'arrière-fond et d’obtenir des jeux de lumière sur les barres et les sphères. Ce fut la première utilisation réellement moderne des possibilités offertes au concours par la télévision couleur.
À droite de la scène, se trouvaient le tableau de vote et le pupitre du superviseur, et au pied, dans la fosse, l'orchestre.
Le programme dura près d'une heure et treize minutes.

## Cartes postales
Cette édition introduit les cartes postales. Chaque carte postale montrait les artistes déambulant dans la capitale de leur pays. Les représentants monégasque et luxembourgeois furent cependant filmés à Paris.

## Déroulement
La vidéo introductive montra des vues aériennes d'Amsterdam, intercalées de vues touristiques des rues et monuments de la capitale néerlandaise. S’ensuivirent des vues du Congrescentrum, de jour, puis de nuit. La caméra parcourut le hall d’entrée, deux hôtesses lui ouvrirent une porte et elle pénétra dans la salle.
La présentatrice de la soirée fut Willy Dobbe. Ses interventions furent en nombre limité : après la vidéo introductive, elle salua brièvement les téléspectateurs, en anglais, en français et en néerlandais, puis ne revint que pour présenter le vote.
L'orchestre était dirigé par Dolf van der Linden.

## Chansons
Douze chansons concoururent pour la victoire.
Le représentant français, Guy Bonnet, participait pour la première fois au concours en tant que chanteur mais pour la deuxième fois en tant qu’auteur. Il avait en effet écrit la chanson La Source, qui, interprétée par Isabelle Aubret, avait représenté la France lors de l’édition 1968 et terminé troisième.
La représentante britannique, Mary Hopkin, était la favorite des parieurs. La chanteuse avait déjà remporté de très nombreux succès musicaux, depuis sa découverte en 1968, dans l’émission Opportunity Knocks. Elle avait alors signé un contrat avec Apple, la maison de disques des Beatles.
Le représentant luxembourgeois, David Alexandre Winter, né à Amsterdam et de nationalité néerlandaise, avait remporté, en 1969, un grand succès commercial en Europe, avec le titre Oh Lady Mary. Il n’était autre que le père de la chanteuse française Ophélie Winter.
Le représentant espagnol était Julio Iglesias, alors à ses tout débuts. Sa carrière de footballeur professionnel avait été brutalement interrompue par un accident de voiture, dans lequel il s’était brisé la jambe. C’est sur son lit d’hôpital qu’il avait appris à jouer de la guitare et avait décidé de se lancer dans la musique.
La représentante monégasque, Dominique Dussault, chanta un hommage à Marlène Dietrich, regrettant de ne pouvoir lui ressembler. Au troisième couplet, elle fit deux imitations de la star, en allemand et en anglais.

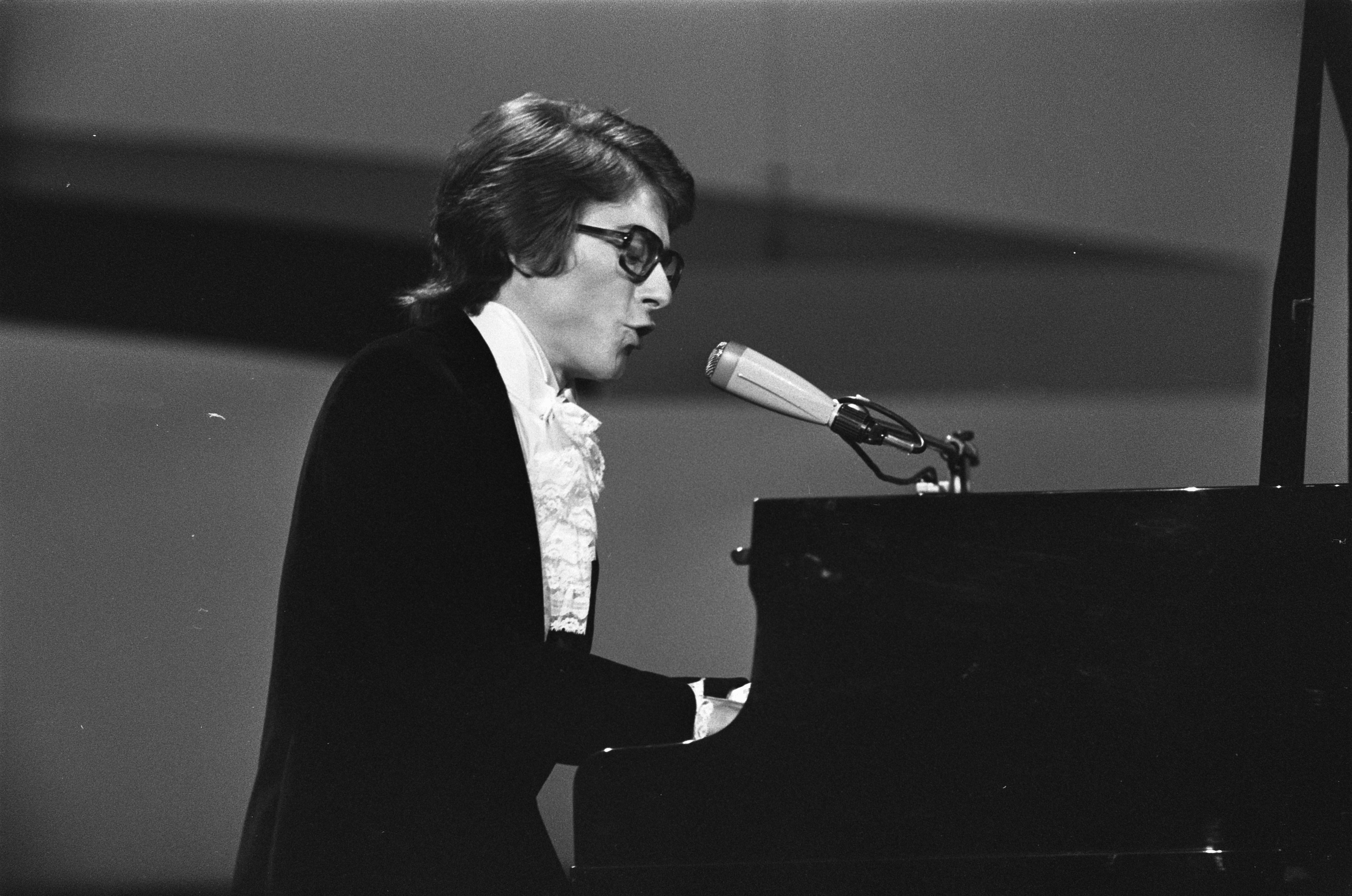
Représentant français, Guy Bonnet, au Concours Eurovision de la chanson 1970
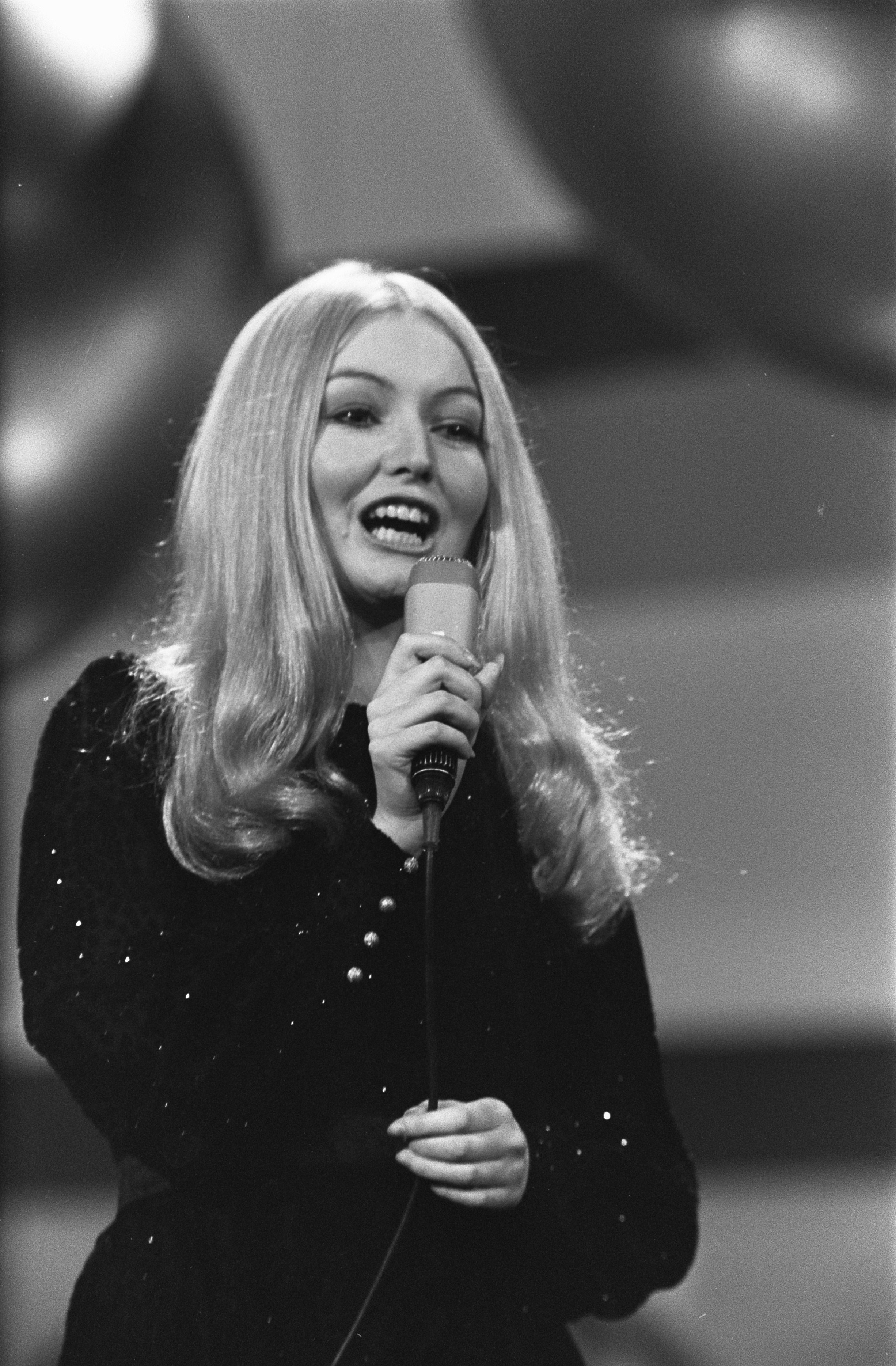
Représentante britannique, Mary Hopkin, au Concours Eurovision de la chanson 1970
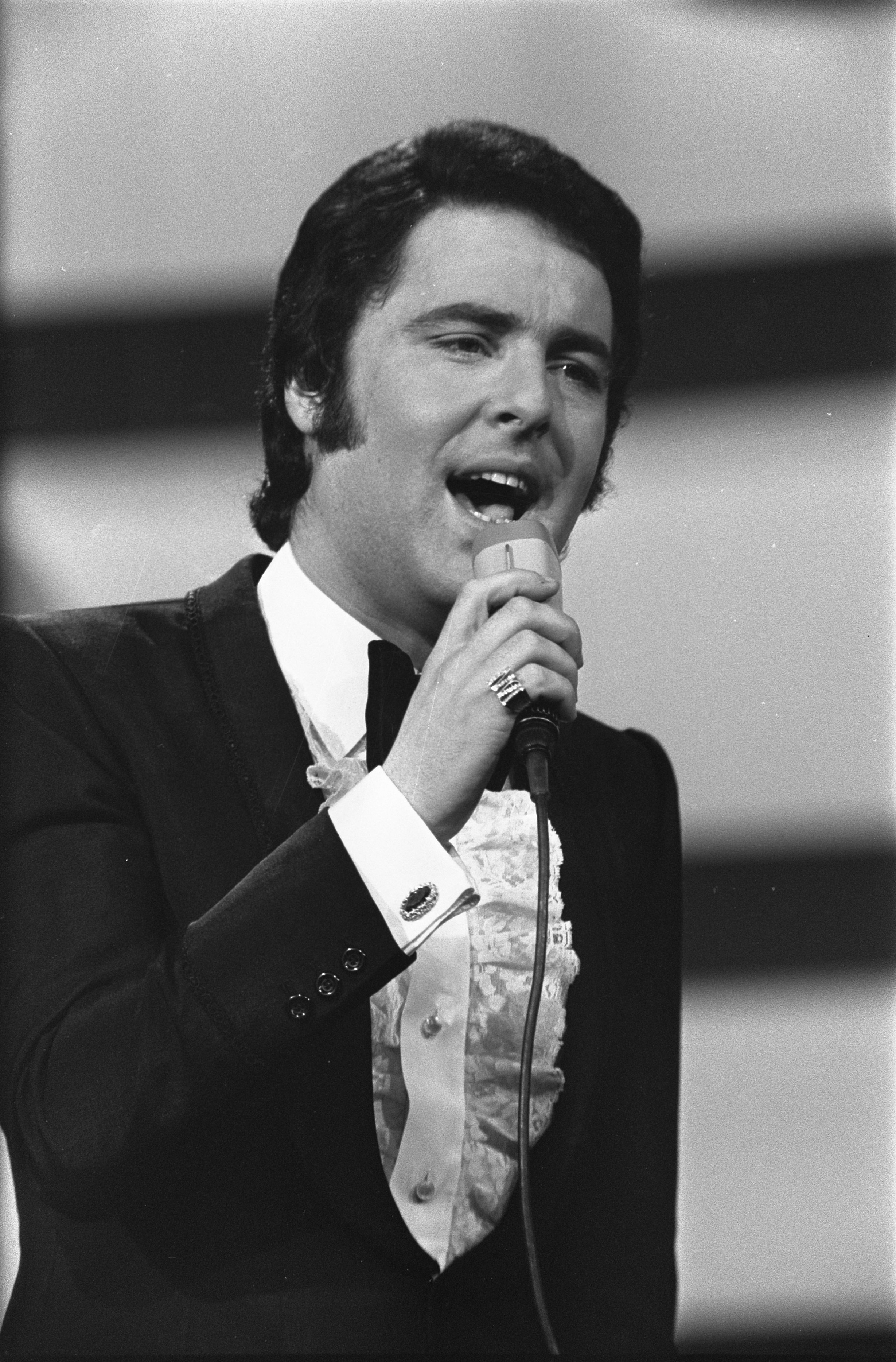
Représentant luxembourgeois, David Alexandre Winter, au Concours Eurovision de la chanson 1970
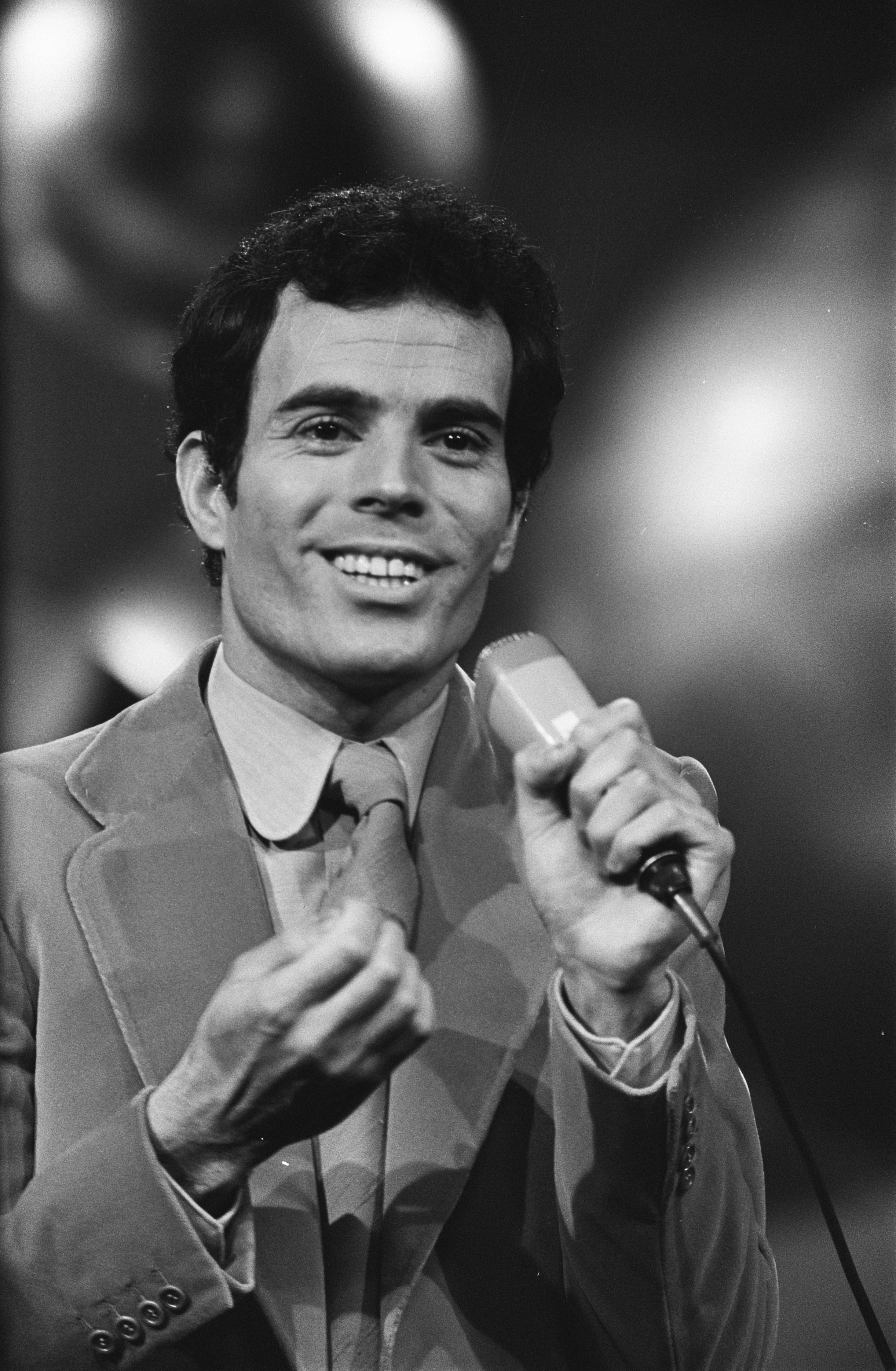
Représentant espagnol, Julio Iglesias, au Concours Eurovision de la chanson 1970
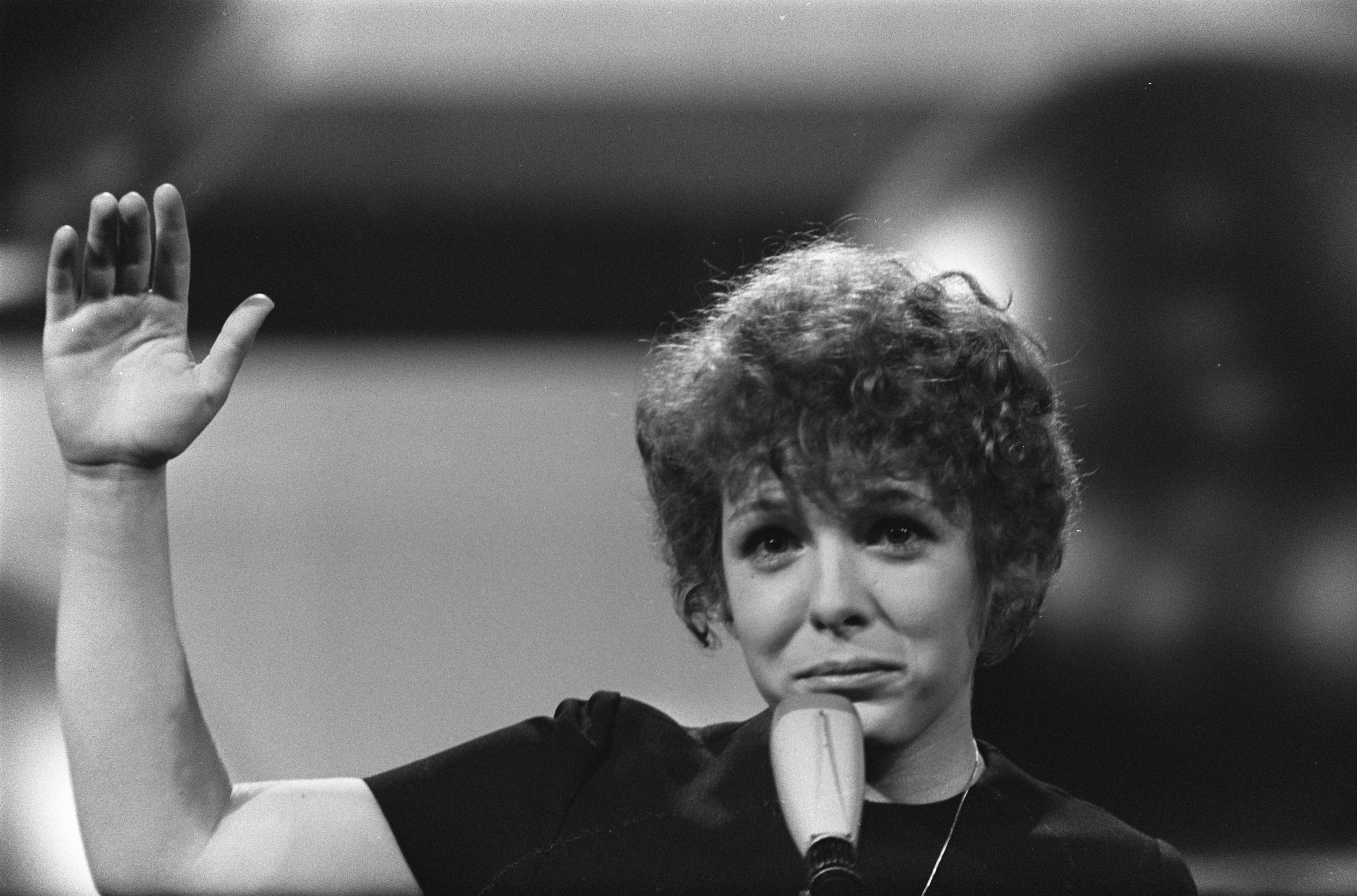
Représentante monégasque, Dominique Dussault, au Concours Eurovision de la chanson 1970

| Dolf van der Linden  | Bernard Gérard  | Mario Capuano   | Mojmir Sepe   | Jacques Say     | Franck Pourcel |
| -------------------- | --------------- | --------------- | ------------- | --------------- | -------------- |
| - Irlande - Pays-Bas | - Suisse        | - Italie        | - Yougoslavie | - Belgique      | - France       |
| Johnny Arthey        | Raymond Lefèvre | Augusto Algueró | Jimmy Walter  | Christian Bruhn |                |
| - Royaume-Uni        | - Luxembourg    | - Espagne       | - Monaco      | - Allemagne     |                |

## Entracte
Le spectacle d'entracte fut interprété par les Don Lurio Dancers d’Amsterdam. Il consista en un numéro de danse moderne rythmique, exécuté sur la musique du morceau Rich Man's Frug, tiré de la comédie musicale Sweet Charity.

## Coulisses
Durant le vote, la caméra fit deux plans sur les artistes en coulisses. Elle montra à chaque fois Dana, entourée par Henri Dès et Mary Hopkin.
David Alexandre Winter exigea d’obtenir le silence complet durant le vote, ce qui déplut aux autres concurrents. À la fin de l’annonce des résultats, il se retrouva ridicule, terminant dernier avec "nul point".

## Vote
Le vote fut décidé entièrement par un panel de jurys nationaux. Les différents jurys furent contactés par téléphone, selon l'ordre de passage des pays participants.
Le système de vote fut le même que l'année précédente. Les jurys se composaient de dix personnes. Chaque juré attribuait un vote à la chanson qu'il estimait la meilleure. Les votes des jurés étaient ensuite additionnés, chaque jury national attribuant finalement dix votes.
Les résultats des votes furent annoncés oralement, selon l'ordre de passage des pays participants.
Le superviseur délégué sur place par l'UER fut Clifford Brown.
L'Irlande mena le vote du début à la fin. Le porte-parole du jury irlandais, qui prit la parole le dernier, salua Willy Dobbe de ces mots : « Hello, Amsterdam ! This is a cheerful Dublin calling ! »

## Résultats

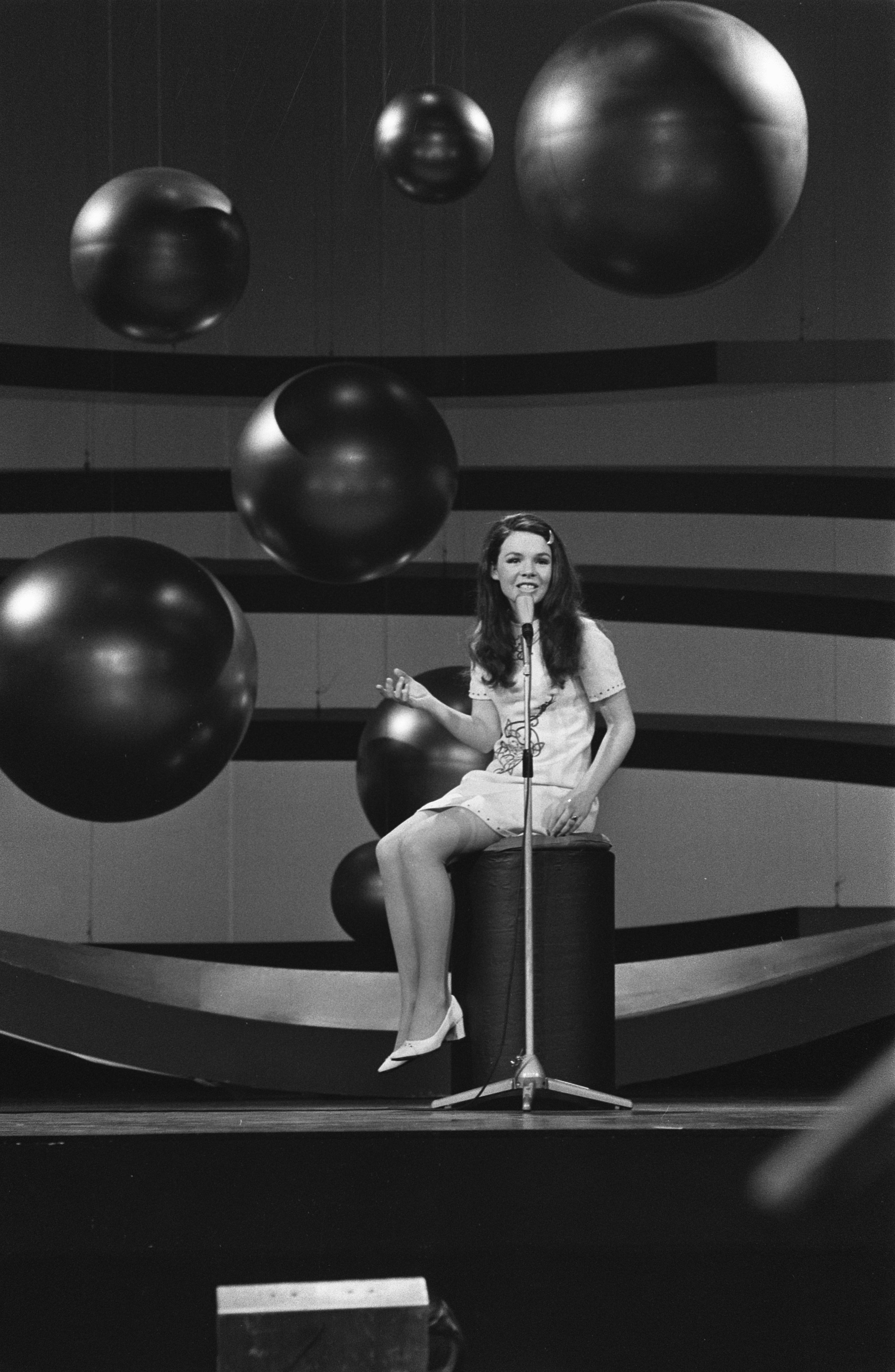
La gagnante, Dana.

Ce fut la première victoire de l'Irlande.
La médaille du grand prix fut remise à Dana par Lenny Kuhr, la gagnante néerlandaise de l’année précédente. Pour la reprise, une reproduction géante du logo de l’édition 1970 fut descendue des cintres.
À son retour à l’aéroport de Dublin, Dana fut ovationnée par une foule d’admirateurs venus l’accueillir. Pour les remercier, elle chanta All Kinds of Everything depuis la passerelle de l’avion qui l’avait ramenée. La chanson remporta par la suite un très grand succès commercial partout en Europe.
Pour la toute première fois, le Luxembourg termina dernier, avec « nul point ».
| Ordre | Pays          | Artiste(s)             | Chanson                     | Langue      | Place | Points |
| ----- | ------------- | ---------------------- | --------------------------- | ----------- | ----- | ------ |
| 01    | Pays-Bas H T  | Hearts of Soul         | Waterman                    | Néerlandais | 7     | 7      |
| 02    | Suisse        | Henri Dès              | Retour                      | Français    | 4     | 8      |
| 03    | Italie        | Gianni Morandi         | Occhi di ragazza            | Italien     | 8     | 5      |
| 04    | Yougoslavie   | Eva Sršen              | Pridi, dala ti bom cvet     | Slovène     | 11    | 4      |
| 05    | Belgique      | Jean Vallée            | Viens l'oublier             | Français    | 8     | 5      |
| 06    | France T      | Guy Bonnet             | Marie-Blanche               | Français    | 4     | 8      |
| 07    | Royaume-Uni T | Mary Hopkin            | Knock, Knock Who's There?   | Anglais     | 2     | 26     |
| 08    | Luxembourg    | David Alexandre Winter | Je suis tombé du ciel       | Français    | 12    | 0      |
| 09    | Espagne T     | Julio Iglesias         | Gwendolyne                  | Espagnol    | 4     | 8      |
| 10    | Monaco        | Dominique Dussault     | Marlène                     | Français    | 8     | 5      |
| 11    | Allemagne     | Katja Ebstein          | Wunder gibt es immer wieder | Allemand    | 3     | 12     |
| 12    | Irlande       | Dana                   | All Kinds of Everything     | Anglais     | 1     | 32     |

## Anciens participants
Pour la toute première fois de l'histoire du concours, aucun artiste ayant déjà concouru précédemment ne revint tenter sa chance.

## Tableau des votes
| Drapeau des Pays-Bas | Drapeau de la Suisse                              | Drapeau de l'Italie | Drapeau de la République fédérative socialiste de Yougoslavie | Drapeau de la Belgique | Drapeau de la France | Drapeau du Royaume-Uni | Drapeau du Luxembourg | Drapeau de l'Espagne | Drapeau de Monaco | Drapeau de l'Allemagne | Drapeau de l'Irlande | Total |   |    |
| Pays                 | Pays-Bas                                          |                     | –                                                             | 3                      | 3                    | –                      | –                     | 1                    | –                 | –                      | –                    | –     | – | 7  |
| Pays                 | Suisse                                            | 2                   |                                                               | –                      | –                    | –                      | 2                     | 1                    | –                 | –                      | –                    | 2     | 1 | 8  |
| Pays                 | Italie                                            | –                   | –                                                             |                        | 1                    | –                      | –                     | –                    | –                 | 2                      | –                    | 2     | – | 5  |
| Pays                 | Yougoslavie                                       | –                   | –                                                             | –                      |                      | –                      | –                     | 4                    | –                 | –                      | –                    | –     | – | 4  |
| Pays                 | Belgique                                          | –                   | –                                                             | –                      | –                    |                        | 3                     | –                    | 1                 | –                      | –                    | –     | 1 | 5  |
| Pays                 | France                                            | –                   | –                                                             | 1                      | 2                    | –                      |                       | –                    | –                 | –                      | 2                    | –     | 3 | 8  |
| Pays                 | Royaume-Uni                                       | 3                   | 2                                                             | 2                      | 4                    | –                      | 2                     |                      | 2                 | –                      | 4                    | 4     | 3 | 26 |
| Pays                 | Luxembourg                                        | –                   | –                                                             | –                      | –                    | –                      | –                     | –                    |                   | –                      | –                    | –     | – | 0  |
| Pays                 | Espagne                                           | –                   | –                                                             | 3                      | –                    | –                      | –                     | –                    | 2                 |                        | 3                    | –     | – | 8  |
| Pays                 | Monaco                                            | –                   | 1                                                             | –                      | –                    | 1                      | 2                     | –                    | –                 | 1                      |                      | –     | – | 5  |
| Pays                 | Allemagne                                         | –                   | 1                                                             | 1                      | –                    | –                      | –                     | –                    | 3                 | 4                      | 1                    |       | 2 | 12 |
| Pays                 | Irlande                                           | 5                   | 6                                                             | –                      | –                    | 9                      | 1                     | 4                    | 2                 | 3                      | –                    | 2     |   | 32 |
| Pays                 | Le tableau suit l'ordre de passage des candidats. |                     |                                                               |                        |                      |                        |                       |                      |                   |                        |                      |       |   |    |

## Télédiffuseurs
| Pays        | Télédiffuseur(s)        | Commentateur(s)         | Porte-parole         |
| ----------- | ----------------------- | ----------------------- | -------------------- |
| Allemagne   | ARD Deutsches Fernsehen | Marie-Louise Steinbauer | Hans-Otto Grünefeldt |
| Allemagne   | Deutschlandfunk         | Wolf Mittler            | Hans-Otto Grünefeldt |
| Autriche    | ORF                     | Ernst Grissemann        | non participant      |
| Belgique    | RTB                     | Claude Delacroix        | André Hagon          |
| Belgique    | RTB La Première         | ?                       | André Hagon          |
| Belgique    | BRT                     | Herman Verelst          | André Hagon          |
| Belgique    | BRT Radio 1             | Nand Baert              | André Hagon          |
| Espagne     | Primer Programa RNE     | Miguel de los Santos    | Ramón Rivera         |
| Espagne     | TVE1                    | José Luis Uribarri      | Ramón Rivera         |
| France      | Deuxième chaîne ORTF    | Pierre Tchernia         | ?                    |
| Irlande     | Radio Éirann            | Kevin Roche             | John Skehan          |
| Irlande     | RTÉ Television          | Valerie McGovern        | John Skehan          |
| Italie      | Secondo Programma       | Renato Tagliani         | Enzo Tortora         |
| Luxembourg  | Télé Luxembourg         | Jacques Navadic         | ?                    |
| Luxembourg  | RTL Radio               | Camillo Felgen          | ?                    |
| Monaco      | Télé Monte Carlo        | Pierre Tchernia         | ?                    |
| Norvège     | NRK                     | pas de commentateur     | non participant      |
| Pays-Bas    | Nederland 1             | Pim Jacobs              | Flip van der Schalie |
| Portugal    | RTP                     | Henrique Mendes         | non participant      |
| Royaume-Uni | BBC1                    | David Gell              | Colin-Ward Lewis     |
| Royaume-Uni | BBC Radio 1             | Tony Brandon            | Colin-Ward Lewis     |
| Suisse      | TSR                     | Georges Hardy           | Alexandre Burger     |
| Suisse      | TV DSR                  | Theodor Haller          | Alexandre Burger     |
| Suisse      | TSI                     | Giovanni Bertini        | Alexandre Burger     |
| Yougoslavie | Televizija Beograd      | Milovan Ilić            | Dragana Marković     |
| Yougoslavie | Televizija Zagreb       | Oliver Mlakar           | Dragana Marković     |
| Yougoslavie | Televizija Ljubljana    | Tomaž Terček            | Dragana Marković     |

Outre les pays connectés au réseau Intervision, le concours fut aussi retransmis en direct, par satellite, au Brésil, au Chili, en Grèce, en Islande, en Israël et en Tunisie.